# Marienkirche (Rendsburg)

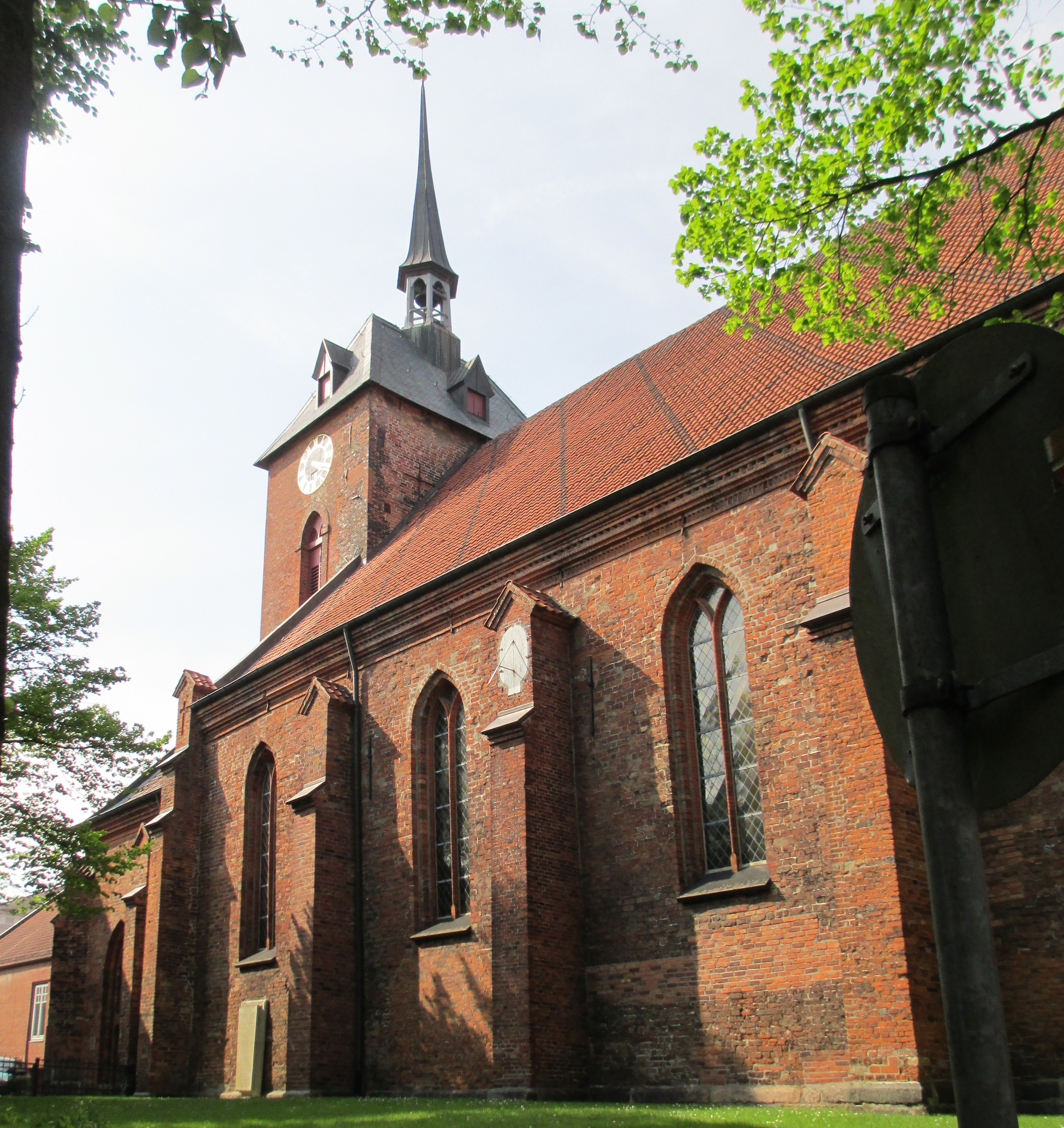
Rendsburg St. Marien-Kirche von SO

Die St. Marien-Kirche ist eine spätgotische Backsteinhallenkirche und damit die älteste Kirche in Rendsburg. Sie gehört zur Evangelisch-Lutherischen Kirche in Norddeutschland. 

## Bau und Geschichte

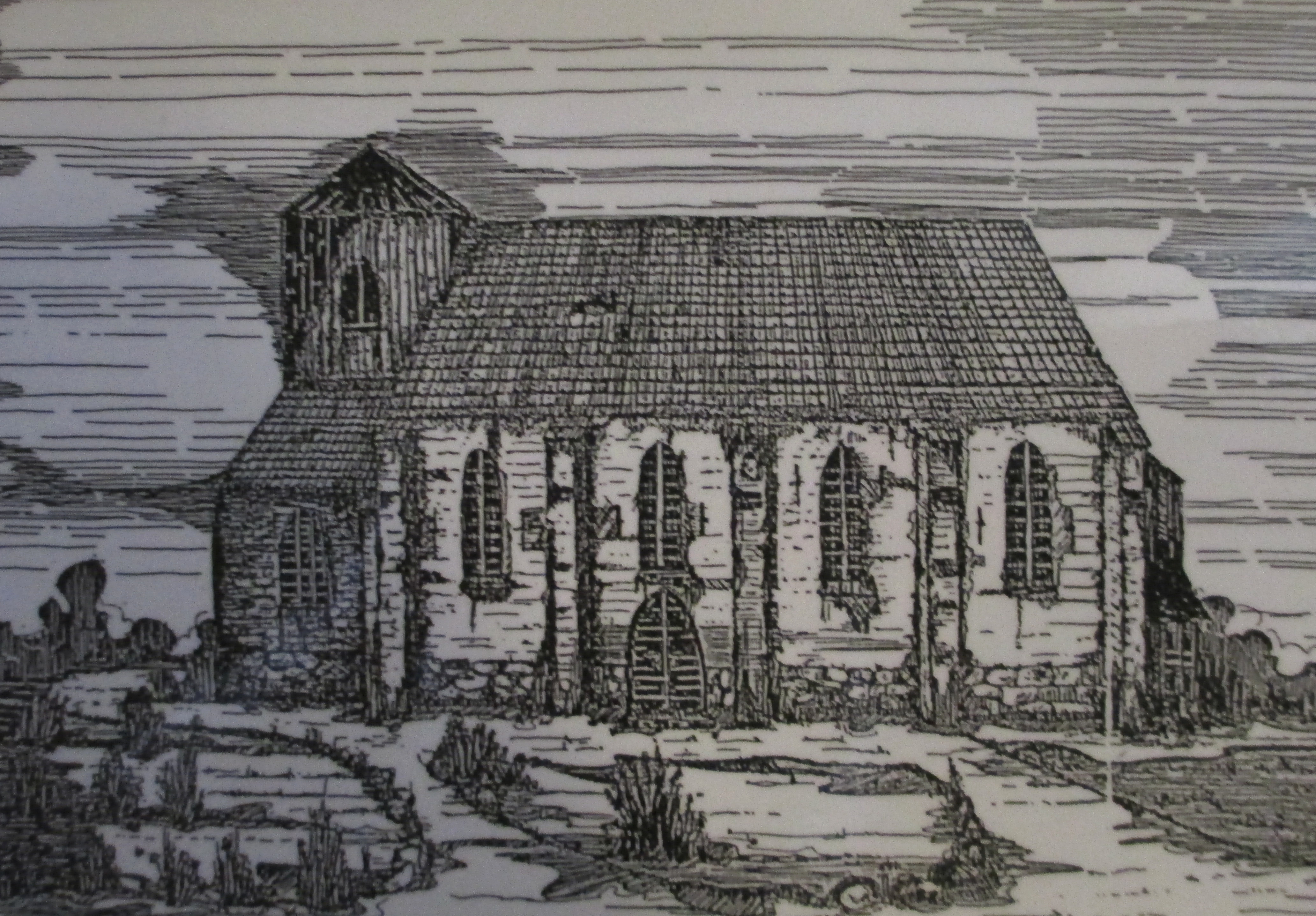
Rendsburger Marienkirche auf einem alten Stich (vor 1579)

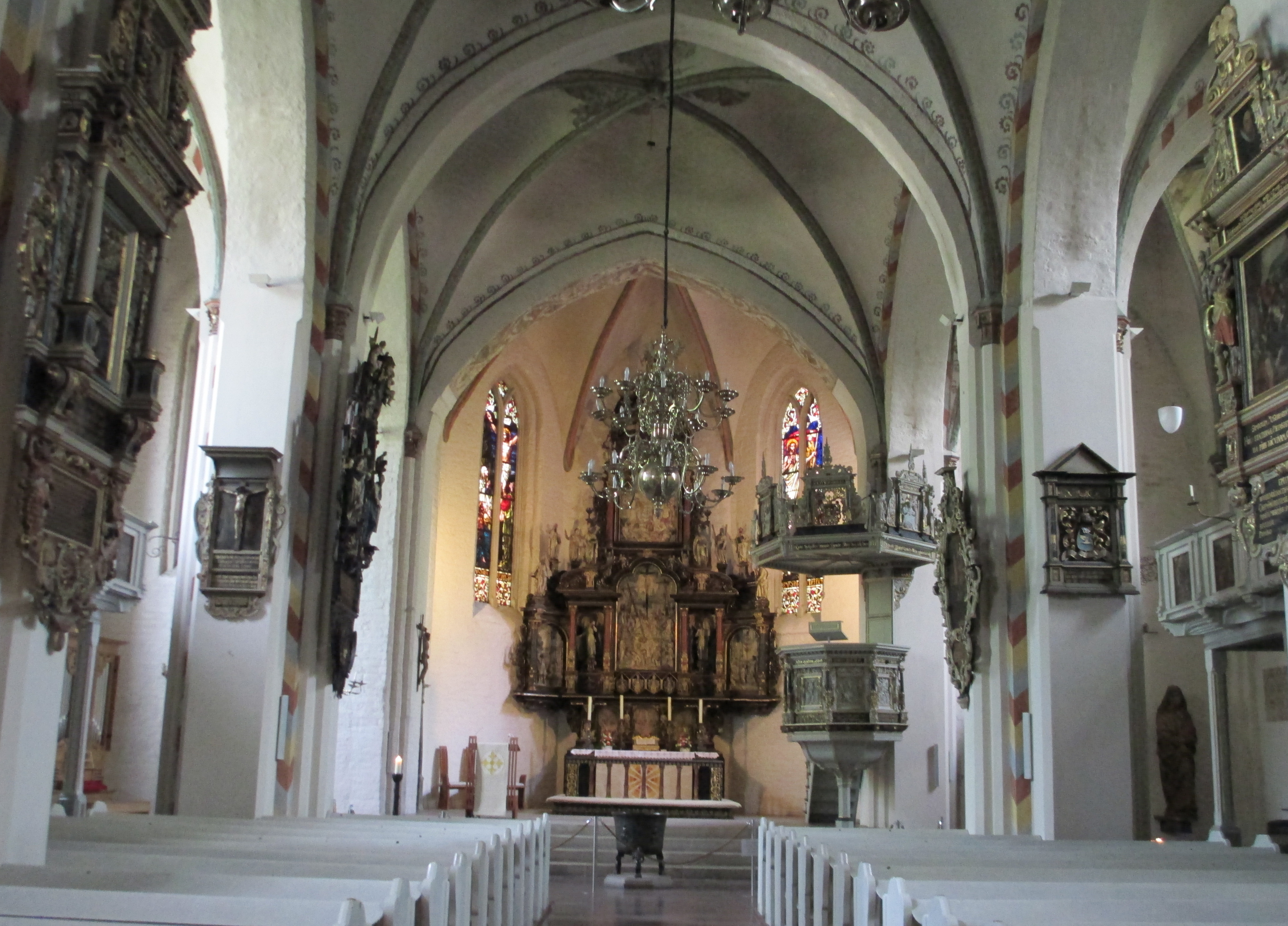
Blick zum Altar

Bis Mitte des 13. Jahrhunderts gehörten die Einwohner der Reinoldsburg zum Kirchspiel Jevenstedt, das schon vor 1190 über eine eigene Kirche verfügte. Eine erste Kirche in Rendsburg in der Altstadt auf der Eiderinsel ist bereits 1236/46 bezeugt, die dem Domkapitel von Hamburg angehört. Diese erste Kirche, deren Aussehen nicht überliefert ist, brannte bei dem Stadtbrand 1286 nieder. 1287 wurde mit dem Bau der heutigen Kirche auf der höchsten Stelle der Eiderinsel begonnen. Der 5/8-polygonale Chor wurde um 1300 fertiggestellt, um 1330 die dreischiffige, vierjochige Halle aus Backstein. Der niedrige Turm zwischen zwei älteren Kapellen vom Anfang des 15. Jahrhunderts stammt von 1454. Das Gewölbe wurde kurz nach seiner Fertigstellung ausgemalt. Davon haben sich die Darstellung des Auferstandenen, Engel, Drachenköpfe und Christophorus erhalten. Ranken und Ornamente an den Rippen und Bögen stammen aus dem 15. Jahrhundert.
Die Einführung der Reformation in Rendsburg begann 1528, als Herzog Friedrich I., der das Kirchenpatronat innehatte, den lutherischen Prediger Dr. Peter Mellitius als Pleban einsetzte. Da die bisherigen Priester im Amt blieben, wurden über zehn Jahre lang nebeneinander evangelische und katholische Gottesdienste gehalten. Erst unter Johan Meier, der von 1532 ab dreißig Jahre lang Pastor der Marienkirche war, setzte sich die Reformation langsam und friedlich durch.
1579 erhielt der Turm seine Spitze. Gleichzeitig wurde der Dachreiter aufgesetzt. Beide wurden mehrmals renoviert. Nach der Beschädigung während der Schleswig-Holsteinischen Erhebung von 1848/49 wurden Kirchenschiff und Turm vom Regierungsbaumeister Johann Friedrich Holm im Stil der Neugotik restauriert. Dabei wurden die ursprünglichen Eingänge an der Nord- und Südseite des Kirchenschiffs durch das neugeschaffene Westportal und Durchgänge zum Turmraum ersetzt. Der Lettner von 1663 wurde dabei beseitigt und stattdessen Emporen eingezogen. 1922 wurde die 1850 vergrößerte Orgelempore erneut umgebaut. Dabei wurden die Reliefs aus dem abgerissenen Emporengestühl der Familie Gude von 1603, die Szenen aus dem Alten Testament und der Passion Christi zeigen, sowie Gedenktafeln zweier Familien von 1674 und 1682 eingefügt. Die freigebliebenen Flächen wurden mit weiteren Szenen ausgemalt.

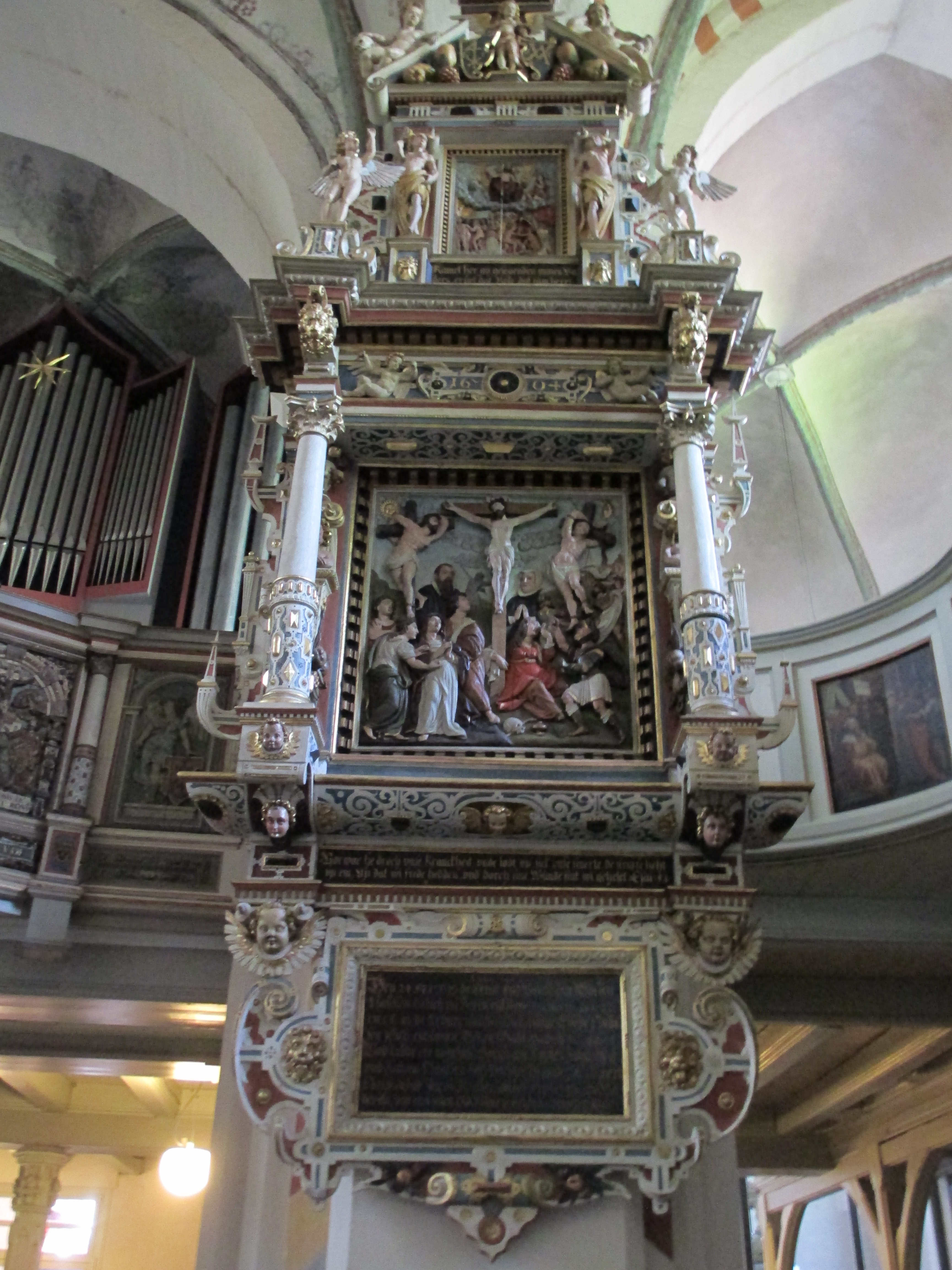
Epitaph Gosse und Elsebe Claussen (1604)
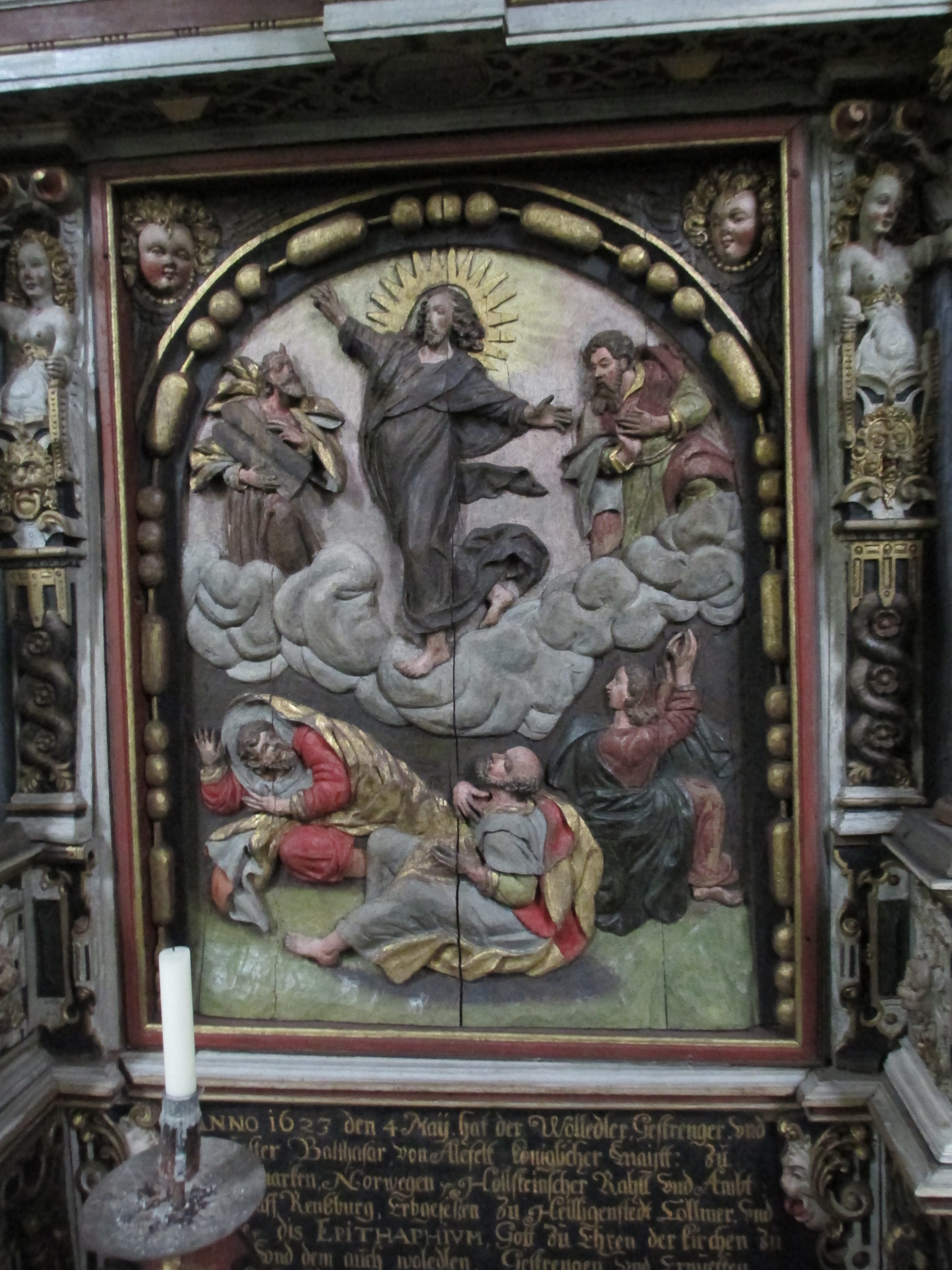
Epitaph des Amtsmanns Balthasar von Ahlefeldt (1623)
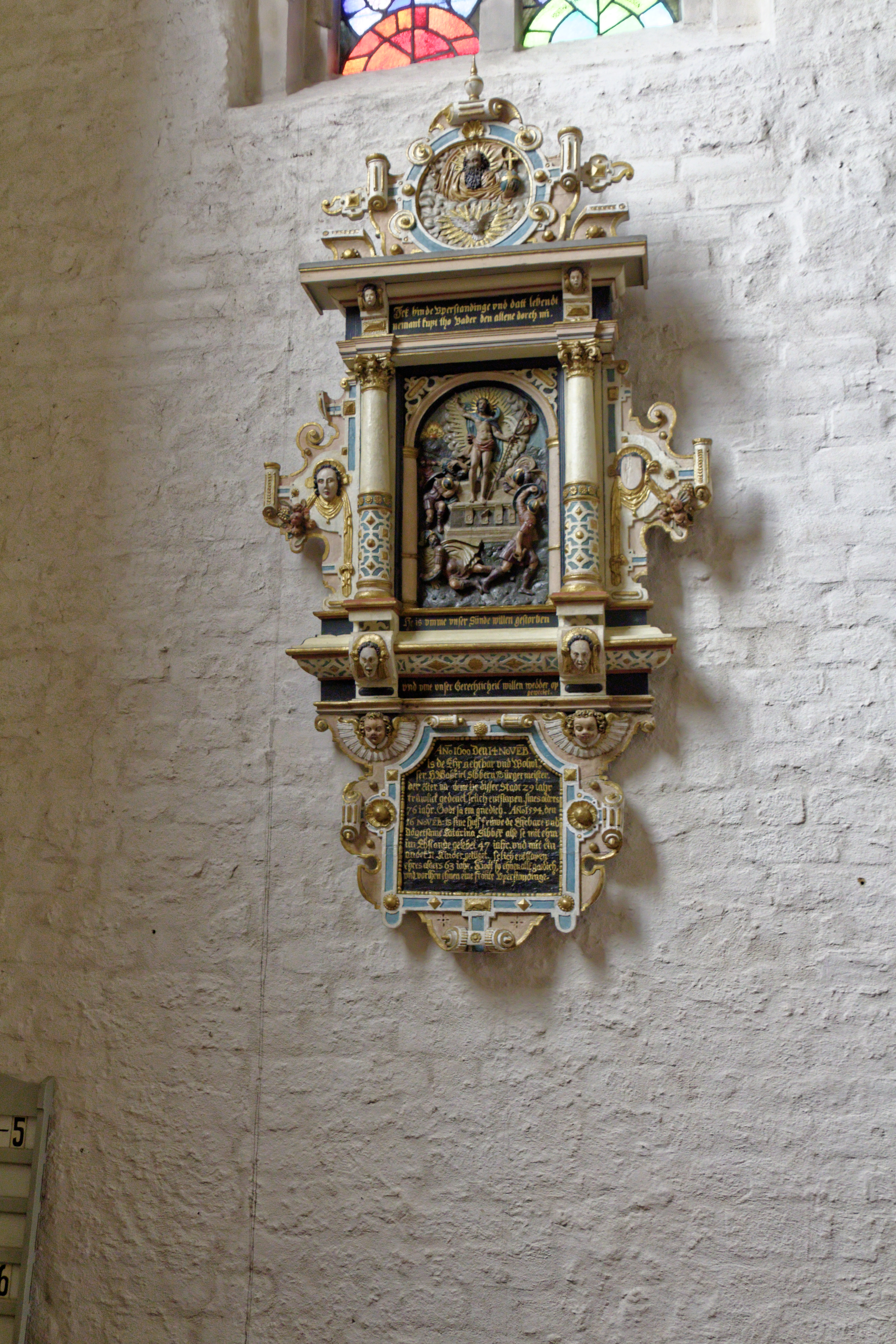
Epitaph Sibbern

## Ausstattung

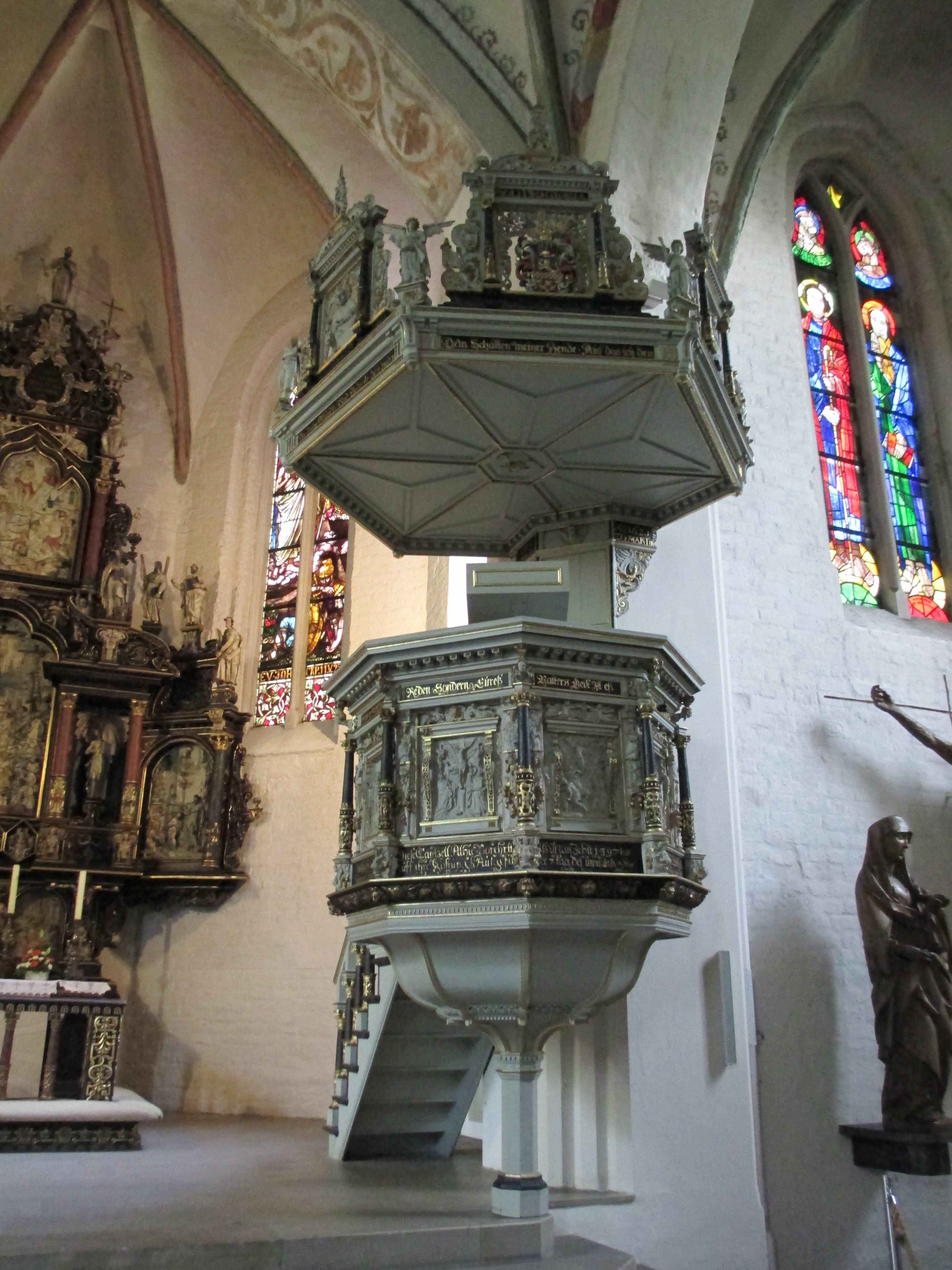
Kanzel (1597 / 1621)

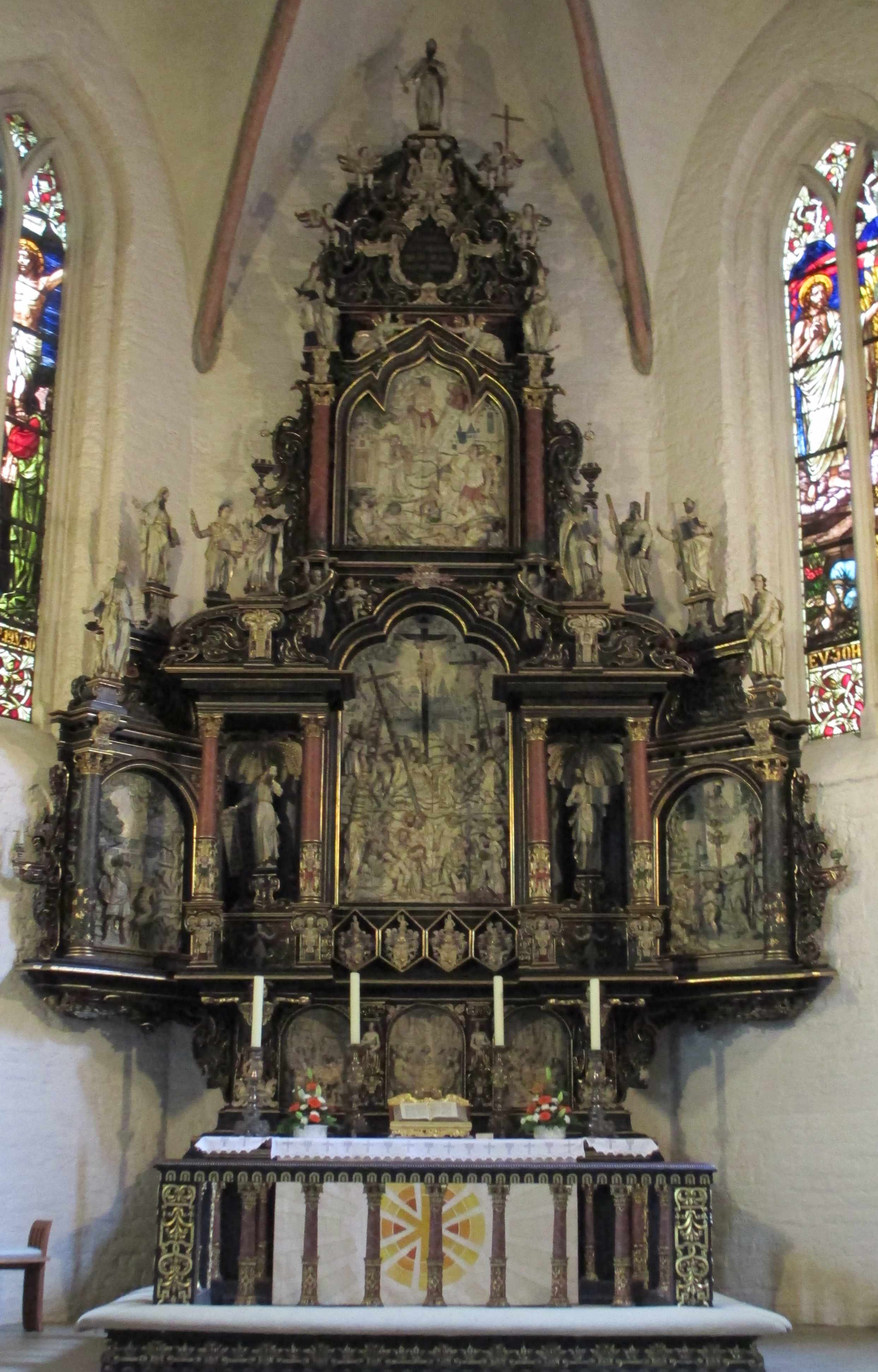
Altar des Bildschnitzers Claussen (1648)

Das älteste Inventar ist das bronzene Taufbecken aus der Mitte des 14. Jahrhunderts. Die Fünte steht auf drei Figuren und zeigt zwischen vier Darstellungen des thronenden Christus den heiligen Georg mit dem Drachen, den heiligen Martin von Tours, den Sündenfall und das Wappen des Stifters. Die lateinische Umschrift steht auf dem Kopf. Der um 1600 entstandene Taufdeckel befindet sich heute in der nördlichen Turmkapelle.
Das zweitälteste Stück ist eine Kreuzigungsgruppe von 1510.

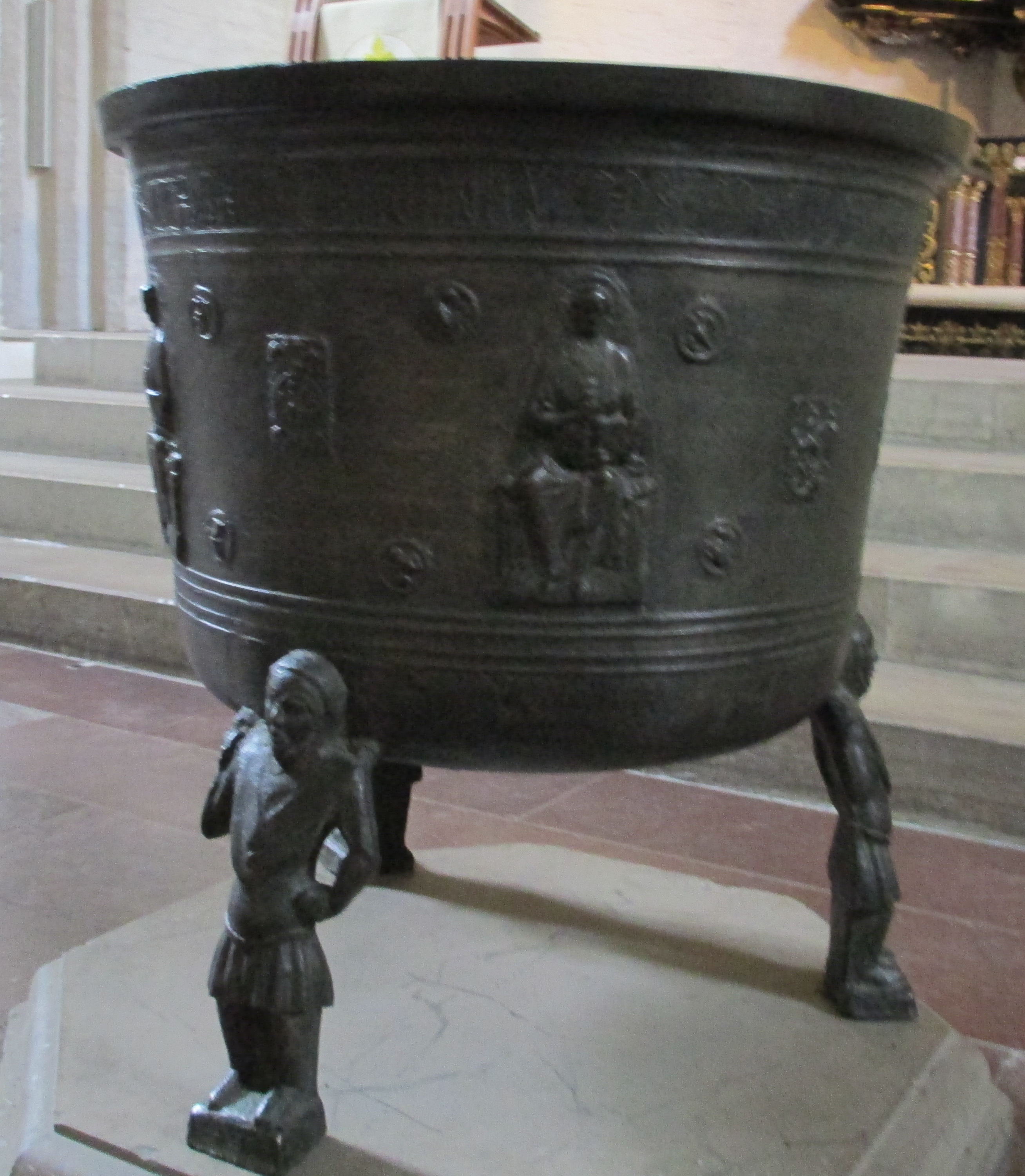
Bronzetaufbecken.
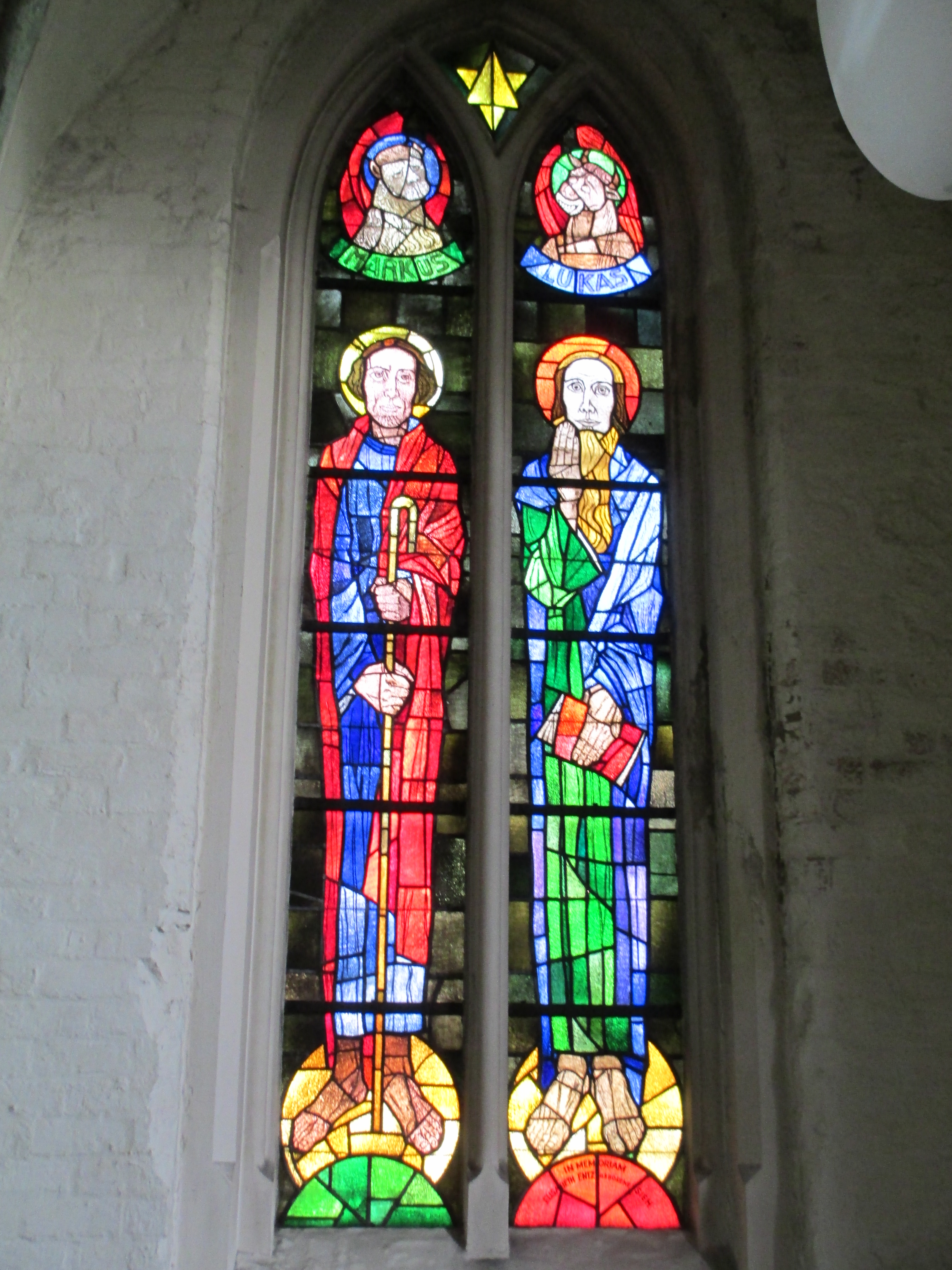
Fenster von Käte Lassen (1950).

Die Rendsburger Marienkirche erhielt reichhaltige Stiftungen Rendsburger Bürger. Im 16. und 17. Jahrhundert ließen ansässige adlige Familien und Rendsburger Bürgermeister – z. T. noch zu Lebzeiten – prächtige Epitaphien aufhängen, von denen mehrere ebenfalls Hans Peper zugeschrieben werden. Ein Lutherbild von 1817 stammt von dem italienischen Maler Pellicia, der zu dieser Zeit Gut Emkendorf ausmalte.
Die Glasfenster im Chor zeigen Kreuzigung und Auferstehung und wurden 1899 gestiftet. Die Ostfenster im Kirchenschiff, die vier Evangelisten, gestaltete die Künstlerin Käte Lassen. Der Kirchenvorstand fand mit dem wohlhabenden Reeder Thomas Johann Gottfried Entz von Zerssen einen Sponsor. 1948 wurde der Auftrag für diese Fenster erteilt. Nach den Entwürfen auf Karton wurden die Fenster in der Werkstatt Heinersdorf in Berlin hergestellt. Sie befinden sich seit September 1950 an ihrem Platz. In den über 4 Meter hohen Fenstern sind die Evangelisten mit individuellen Gesichtern gestaltet. Das Fenster über dem Westeingang ist eine Stiftung zum 700-jährigen Jubiläum 1987 und wurde von Dorothee Wallner geschaffen.

### Kanzel
Die Kanzel von dem Rendsburger Schnitzer Hans Peper im Stil der Spätrenaissance stammt von 1597 und war eine Stiftung des Bürgermeisters Peter Gude und dessen Frau, wie in der Inschrift unter den Reliefs am Kanzelkorb zu lesen ist. Nach dem Einsturz eines Pfeiler 1619 aufgrund der Eröffnung der Gudeschen Gruft in der Nähe des mittleren Südpfeilers am damaligen Standort der Kanzel wurde sie 1621 erneut in Auftrag gegeben und von Hans Peper nach den alten Entwürfen hergestellt. Das Datum der Wiederherstellung befindet sich unterhalb des Schalldeckels. Auf dem Schalldeckel sind die Evangelisten und das Wappen der Stifterfamilie Gude dargestellt, der Kanzelkorb zeigt in sechs Reliefs die Heilsgeschichte mit der Erschaffung Evas, Verkündigung, Weihnachten, Kreuzigung, Auferstehung und Jüngstes Gericht.

### Altar
Den Altar stiftete Elisabeth Beling zum Andenken an ihren hier bestatteten Sohn Oswald Beling. Er ist ein Werk des Dithmarscher Holzschnitzers Henning Claussen aus Neuenkirchen von 1649 und ein Hauptwerk des volkstümlichen Stils des späten Manierismus. In seinen von reichen Ornamenten gerahmten Reliefs und freistehenden Figuren bietet er ein die lutherische Lehre verdeutlichendes Bildprogramm. Die Bildtafeln der Predella, als einzige Teile des Altars nicht aus Holz, sondern aus Alabaster gefertigt, zeigen neben dem Abendmahl Jesu zwei Speisungswunder aus der Wüstenwanderung des Volkes Israel. Im Hauptgeschoss ist die Kreuzigung Christi dargestellt, gerahmt von Vollfiguren von Mose als dem Repräsentanten des Gesetzes und Johannes dem Täufer als Hinweis auf die Erlösung durch Gnade, darüber freistehende Apostel- und Evangelistenfiguren mit Bibeln in den Händen als Hinweis auf die Grundlage des Glaubens. Das oberste Relief ist eine Darstellung der Auferstehung Christi. Das Medaillon darüber warnt mit dem Bibelzitat 1 Kor 16,22  umgeben von Engeln mit Marterwerkzeugen vor dem Jüngsten Gericht: „So jemand den Herrn Jesus Christus nicht liebhat, der sei Anathema maharam motha.“ Die beiden letzten Wörter sind wohl eine Verschreibung von Maranatha. Gekrönt wird der Aufbau durch eine Petrus-Figur, ebenfalls mit Bibel in der Hand. In den Flügeln sind die Opferung Isaaks und die Taufe Jesu dargestellt. Unter dem Hauptbild befinden sich vier Stifterwappen. Die ursprüngliche Bemalung wurde 1969 wieder freigelegt.

### Orgeln
Die Orgel wurde 1972 von der Orgelbaufirma Walcker (Ludwigsburg) erbaut. 1995 wurde das Instrument von der Orgelbaufirma Paschen technisch überarbeitet, neu intoniert und mit einer elektrischen Setzeranlage ausgestattet. Es verfügt über 44 Register auf drei Manualwerken und Pedal mit folgender Disposition.

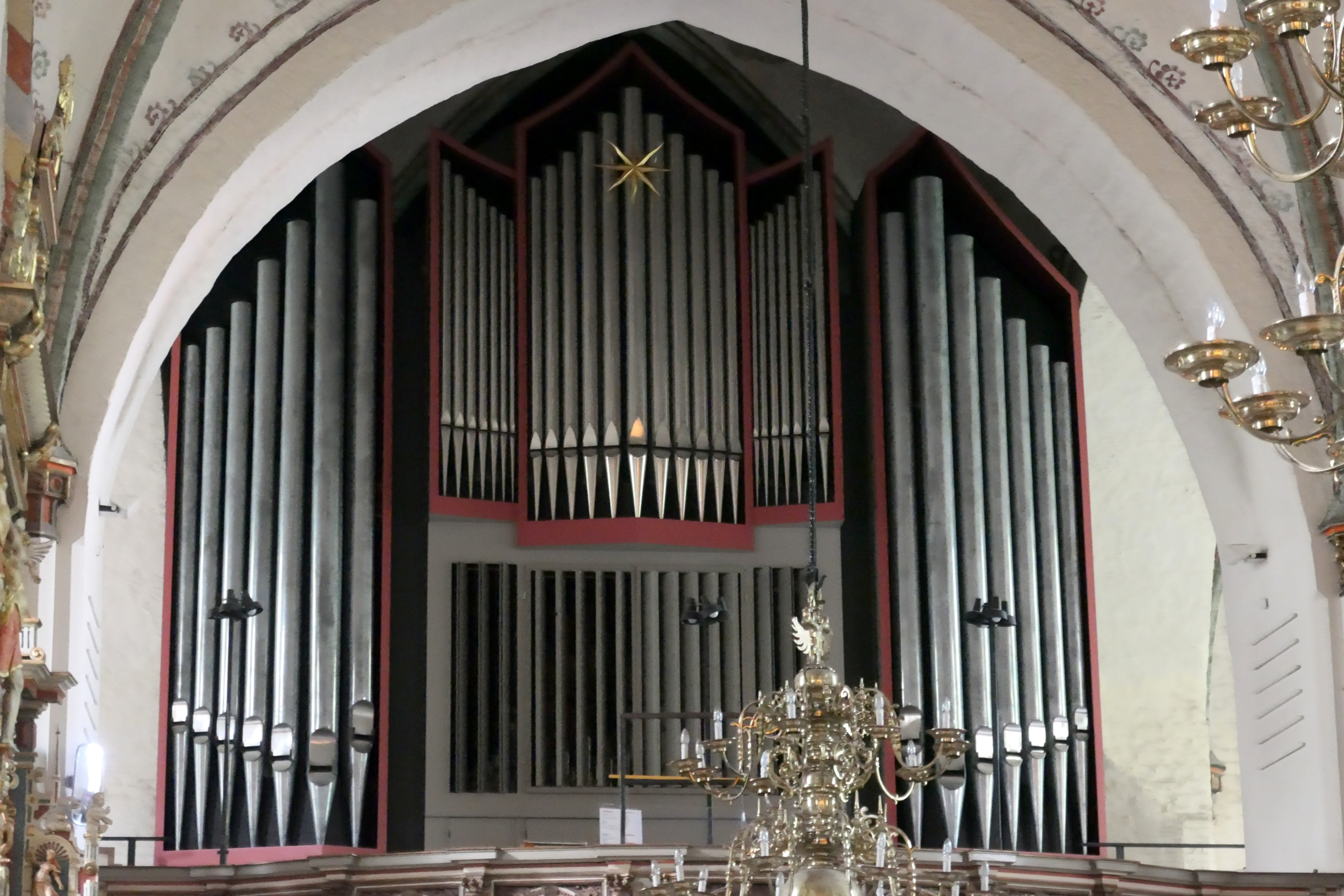
Orgelprospekt
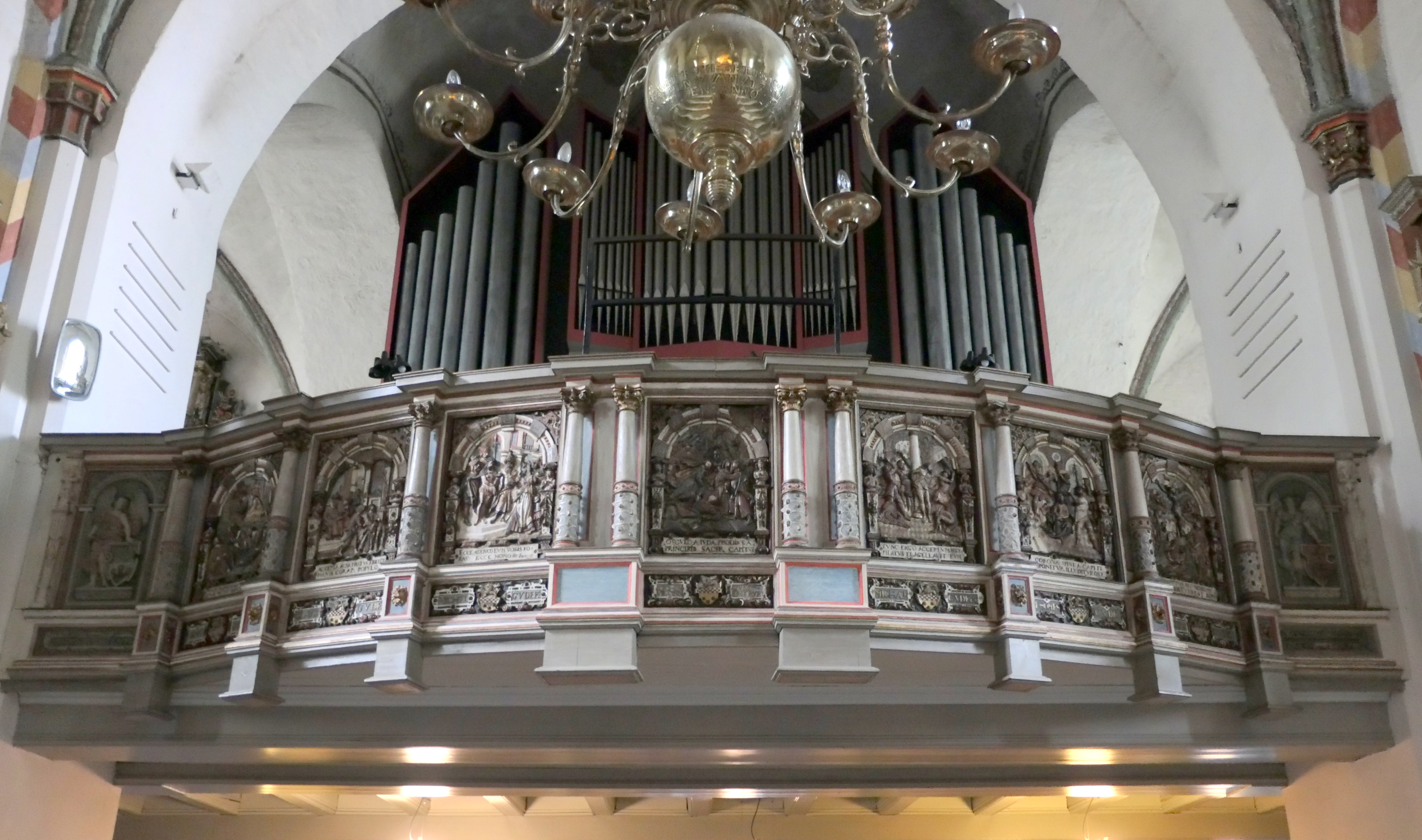
Orgelempore mit Reliefs

| I Hauptwerk C–g3 |                 |       |
| 1.               | Quintadena      | 16′   |
| 2.               | Prästant        | 8′    |
| 3.               | Rohrflöte       | 8′    |
| 4.               | Oktave          | 4′    |
| 5.               | Spitzflöte      | 4′    |
| 6.               | Nasard          | 2 ⁄3′ |
| 7.               | Waldflöte       | 2′    |
| 8.               | Rauschpfeife II |       |
| 9.               | Mixtur V        |       |
| 10.              | Trompete        | 8′    |
|                  | Tremolo         |       |

| II Schwellwerk C–g3 |                  |     |
| 11.                 | Lieblich Gedackt | 16′ |
| 12.                 | Prinzipal        | 8′  |
| 13.                 | Gamba            | 8′  |
| 14.                 | Schwebung        | 8′  |
| 15.                 | Koppelflöte      | 8′  |
| 16.                 | Oktave           | 4′  |
| 17.                 | Blockflöte       | 4′  |
| 18.                 | Gemshorn         | 2′  |
| 19.                 | Sesquialtera II  |     |
| 20.                 | Oktave           | 1′  |
| 21.                 | Kornett V        |     |
| 22.                 | Mixtur VI        |     |
| 23.                 | Bärpfeife        | 16′ |
| 24.                 | Oboe             | 8′  |
|                     | Tremolo          |     |

| III Positiv C–g3 |                    |        |
| 25.              | Gedackt            | 8′     |
| 26.              | Prinzipal          | 4′     |
| 27.              | Rohrflöte          | 4′     |
| 28.              | Singend Oktav      | 2′     |
| 29.              | Terzflöte          | 1 3⁄5′ |
| 30.              | Sifflöte           | 1 ⁄3′  |
| 31.              | Scharffzimbel IV–V |        |
| 32.              | Dulzian            | 16′    |
| 33.              | Holzkrummhorn      | 8′     |
|                  | Tremolo            |        |
|                  | Zimbelstern        |        |

| Pedalwerk C–f1 |              |         |
| 34.            | Prästant     | 16′     |
| 35.            | Subbaß       | 16′     |
| 36.            | Quinte       | 10 2⁄3′ |
| 37.            | Oktave       | 8′      |
| 38.            | Gedacktbaß   | 8′      |
| 39.            | Choralflöte  | 4′      |
| 40.            | Nachthorn    | 2′      |
| 41.            | Hintersatz V |         |
| 42.            | Posaune      | 16′     |
| 43.            | Trompete     | 8′      |
| 44.            | Clarine      | 4′      |

- Koppeln: II/I, III/I, III/II, I/P, II/P, III/P

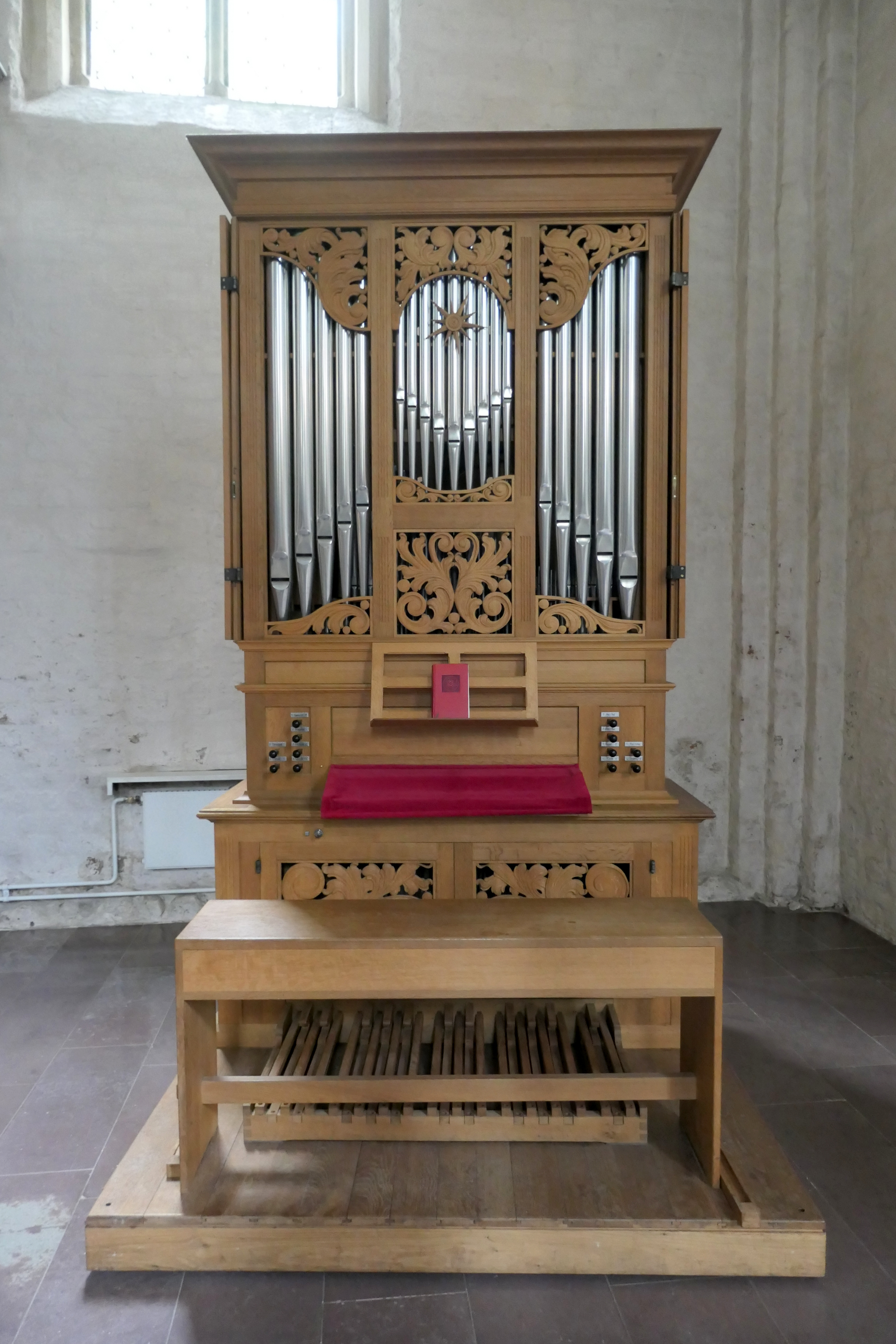
Chororgel von Hillebrand (1988)

Die 1988 gestiftete Chororgel wurde von der Orgelbaufirma Hillebrand erbaut. Es handelt sich um den Nachbau einer Renaissanceorgel. Das Instrument mit mechanischer Traktur hat acht Register auf zwei Manualwerken. Neben einer Manualkoppel lassen sich beide Manualwerke an das Pedal koppeln. Der Subbass 16′ im Pedal ist über eine elektrische Traktur anspielbar. Die Disposition lautet wie folgt:
| I Hauptwerk C–g3 |       |
| Gedackt          | 8′    |
| Prinzipal        | 4′    |
| Oktave           | 2′    |
| Quinte           | 1 ⁄3′ |
| Oktävlein        | 1′    |

| II Oberwerk C–g3 |    |
| Rohrflöte        | 4′ |
| Regal            | 8′ |

| Pedal C–d1 |     |
| Subbass    | 16′ |

- Koppeln: II/I, I/P, II/P
- Nebenregister: Tremulant, Zimbelstern

## Glocken
Von den fünf Glocken im Turm stammt die älteste mit dem Schlagton fis' vermutlich aus der Zeit der Erbauung der Kirche. Eine Zweite mit dem Schlagton e' stammt aus dem Jahr 1437. Sie wiegt 1.325 kg und trägt die Darstellung der Verkündigung und die Inschrift: „Sei gegrüßt Maria, voller Gnaden, der Herr ist mit dir.“ Die tiefste Glocke – mit Schlagton h° und einem Gewicht von etwa 2.750 kg – wurde 1753 von Johann Annowitz in Lübeck gegossen. Eine Inschrift gibt die Namen von drei Konsuln und sechs Senatoren der Stadt Rendsburg wieder. Die übrigen beiden Glocken tragen die Inschriften „Christ ist erstanden von der Marter alle“ (Ton cis′) und „Wer da glaubt und getaufet wird, der wird Selig“ (gis′).
Übersicht
| Glocke | Name                | Gussjahr | Gießer                  | Gewicht | Schlagton |
| ------ | ------------------- | -------- | ----------------------- | ------- | --------- |
| 1      | Königsglocke        | 1753     | Johann Armowitz         | 2750 kg | H°        |
| 2      | Auferstehungsglocke | 1961     | Glockengießerei Bachert | 1812 kg | cis′      |
| 3      | Marienglocke        | 1437     | unbekannt               | 1325 kg | e′        |
| 4      | Trauungsglocke      | 12. Jh.  | unbekannt               | 0800 kg | fis′      |
| 5      | Taufglocke          | 1961     | Glockengießerei Bachert | 0731 kg | gis′      |

Im Dachreiter befinden sich zwei weitere Glocken, eine Stundenglocke von 1535 und eine Viertelstundenglocke von 1682.

## Gemeinde
Zum Kirchspiel der Rendsburger Marienkirche gehörten lange Zeit auch die Dörfer Ohe, Ostenfeld, Rade, Schacht-Audorf, Schülldorf, Osterrönfeld und der Gutsbezirk Emkendorf. Die Grenze zur Gemeinde der 1700 erbauten Christkirche im neuen Stadtteil Rendsburg-Neuwerk wurde mehrfach umgelegt. Mit der Gründung selbständiger Kirchengemeinden in Schacht-Audorf 1960 und in Osterrönfeld 1969 schieden diese Orte aus dem Bereich der Kirchengemeinde Rendsburg-St.Marien aus. Zur Gemeinde gehörte außerdem die 1959 eingeweihte Bugenhagenkirche im Stadtteil Schleife. Am 1. Januar 2022 fusionierten die drei Rendsburger Kirchengemeinden St. Marien, Christkirche und die 1953 aus der Christkirchengemeinde ausgegliederte St. Jürgen-Gemeinde.

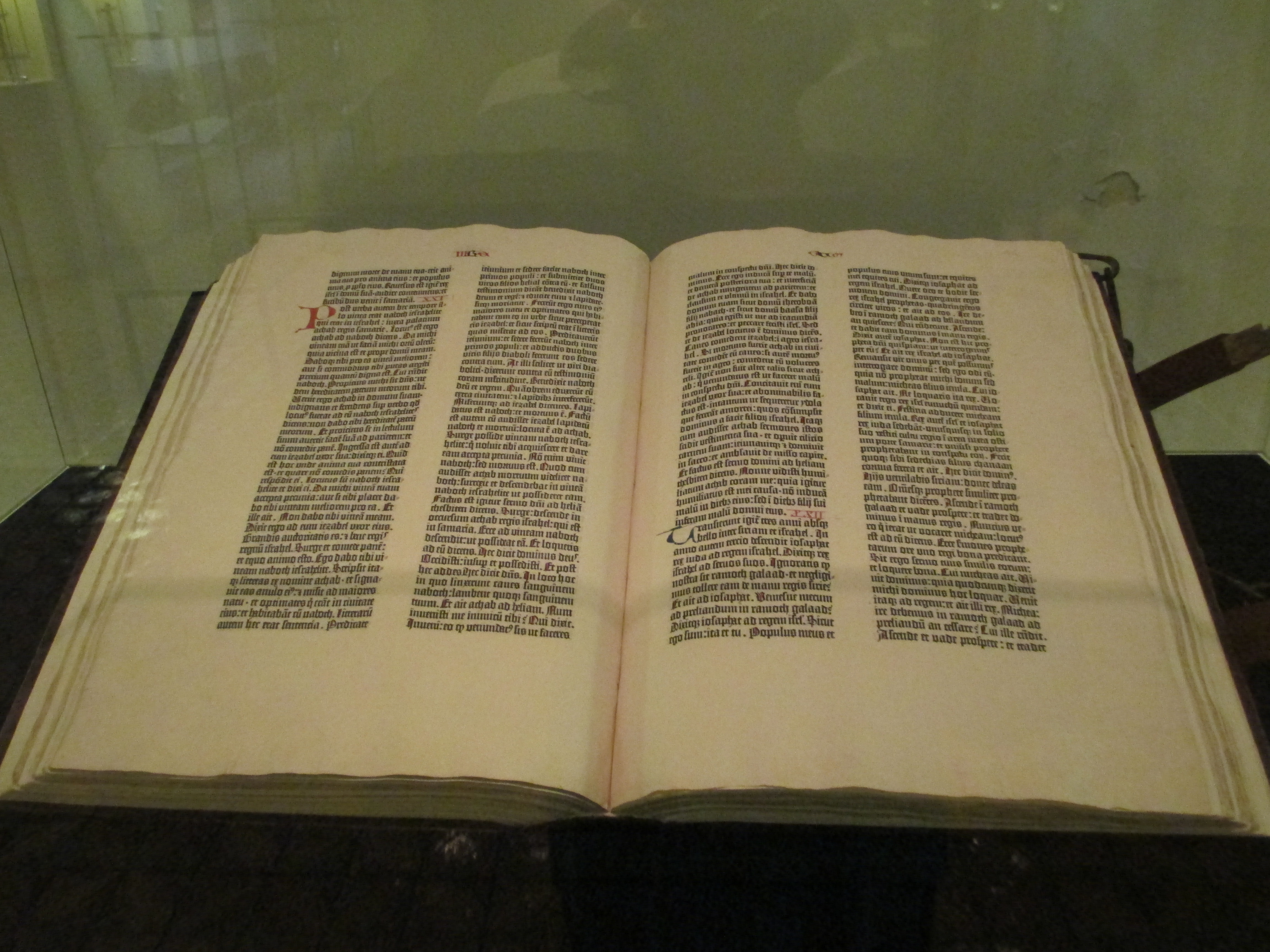
Gutenbergbibel aus Rendsburg im Schleswig-Holsteinischen Landesmuseum Schloss Gottorf (Schleswig)

## Gudesche Bibliothek
Der Philologe Marquard Gude, Sohn des Bürgermeisters Peter Gude, vermachte bereits zu Lebzeiten Dubletten seiner reichhaltigen Bibliothek der Marienkirche. Dort sollten die Bücher oberhalb des Familienerbbegräbnisses aufbewahrt werden. Über die Jahrhunderte unbeachtet, gelangte die Sammlung ins Rendsburger Archiv, wo 1989 Fragmente einer Gutenbergbibel gefunden wurden, die heute auf Schloss Gottorf ausgestellt wird.